# Біла Ася Сергіївна
Біла Ася Сергіївна — українська театральна та кіно актриса, телеведуча.

## Біографія
Народилася 28 листопада 1991 року у Києві.
Закінчила КНУТКіТ ім. Карпенка-Карого (курс С. А. Мойсеєва).
У 2006—2007 — ведуча програми «Пани нахаби» на телеканалі 1-й Національний.
У 2007 року ведуча пілотного випуску програми «На сковороді».
У 2005—2006 - акторка у Театрі Антрепризи.
У 2007—2008 — акторка театру «Золоті ворота». Працювала у «Молодому театрі» (3 сезони),

## Фільмографія
- 2011 серіал «Порох і Дроб». Реж. Микола Михайлов
- 2011 серіал «Таксі». Реж. Антон Щербаков
- 2012 серіал «Телефон довіри». Реж. Ярослав Ластовецький
- 2013 серіал «Жіночий лікар» - Даша Сердечна.
- 2013 серіал «Мухтар»
- 2013 фільм «Справа ангела». Реж. Георгій Давидов
- 2013 серіал «Рятівники» — Юля. Реж. Олексій Даруга
- 2013 серіал «Суддя». Реж. Ігор Забара
- 2014 фільм «Пізнє каяття» — Глафіра. Реж. Оксана Байрак
- 2015 серіал «Битва»
- 2015 серіал «Ніконов та ко» (film.ua)
- 2015 серіал «Відділ 44»
- 2015 серіал «Слідчі». Реж. Сініцин
- 2016 серіал «Ментівські війни»(1-2 сезони,1+1) — Прокурор Полонська
- 2016 серіал «Агенти Справедливості»
- 2016 серіал «Співачка»
- 2016 серіал «Рятівники»
- 2016 фільм «Що робить твоя дружина».
- 2016 серіал «Опер за викликом»
- 2018 серіал «Принцеса-жаба»
- 2019 серіал «Виходьте без дзвінка-2»
- 2020 серіал «Виклик»
- 2021 серіал «Філін»
- 2021 серіал «Моя улюблена Страшко»[4]